# منسوجات ساسانی

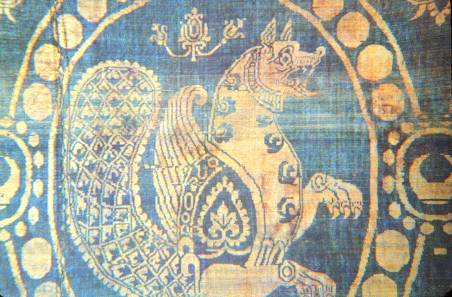
نقش سیمرغ بر روی پارچه‌ای متعلق به دورهٔ ساسانیان

منابع چینی، کلاسیک و اسلامی منسوجات ساسانی را تحسین کرده و آن را کالایی قیمتی توصیف می‌کنند ولی هیچ توصیف مشخصی از آنها ارائه نمی‌کنند. بیشتر مطالعات منسوجات ساسانی در اصل مبتنی بر این منابع و بر بررسی نقش برجسته‌های غار بزرگتر طاق بستان است که با وجود جذابیت بسیار، دچار اثرپذیری‌های بیرونی بسیار هستند و نتیجتاً نمی‌توانند نمی‌تواند نمونه‌های نوعی هنر درباری ایرانی قلمداد شود. برخی الگوهای مشاهده شده بر پوشاک چهره‌های طاق بستان مسلماً بازتولیدهای تزییناتی که در فلزکاری و بالاتر از همه گچ‌بری دورهٔ پایانی ساسانی است. به هر روی، هم الگوهای تزیینی حکاکی شده و هم مدل پوشاک نشان دهندهٔ نوعی طعم خارجی است. علاوه بر این، بازمانده‌های غار بزرگتر طاق بستان آثار ساسانی بسیار پایانی هستند و هیچ معادل مشابهی در کل مجموعهٔ هنر ایرانی پیشا اسلامی ندارد. تنها البسهٔ نساجی قابل اطلاق به دوره ساسانی، در جریان کاوش‌های علمی در شهر قومس، استان سمنان و تل ملیان (فارس) بازیابی شد که تزیینات خاصی را به نمایش نمی‌گذارد و نمی‌توان در خصوص تولید آن در پارس مطمئن بود.